# Cannes Soundtrack
Le Cannes Soundtrack Award est un prix indépendant du Festival de Cannes décerné par un jury de journalistes qui récompense le meilleur compositeur des films en compétition officielle.

## Historique
Créé par Vincent Doerr en 2010, Cannes Soundtrack a pour objet de mettre en lumière la musique de film. L'événement a été créé comme un écho au festival international du film pour récompenser les compositeurs et créer une rencontre entre les deux univers du cinéma et de la musique.
Dans ce cadre, un jury indépendant de journalistes décerne chaque année un prix de la meilleure musique originale à un compositeur de la liste des films en compétition officielle au festival de Cannes.

## Cannes Soundtrack
Chaque année, pendant le Festival de Cannes, des rencontres, tables-rondes, masterclass sont organisées avec les compositeurs de musique de films, les professionnels du cinéma et de la musique afin de créer des rendez-vous musique et cinéma sur la Croisette.
Cannes Soundtrack propose aussi une série de concerts live musique et cinéma, des showcases d’artistes compositeurs liés à la programmation cinéma du Festival.

### Palmarès
| Année | Film                               | Compositeur                |
| ----- | ---------------------------------- | -------------------------- |
| 2012  | Vous n'avez encore rien vu,        | Mark Snow                  |
| 2013  | Only Lovers Left Alive,            | Jozef van Wissem           |
| 2014  | Maps to the Stars,                 | Howard Shore               |
| 2015  | The Assassin (刺客聶隱娘),         | Lim Giong                  |
| 2016  | The Neon Demon,                    | Cliff Martinez             |
| 2017  | Good Time,                         | Oneohtrix Point Never      |
| 2018  | L'Été (Лето),                      | Roma Zver et German Osipov |
| 2019  | Douleur et Gloire (Dolor y Gloria) | Alberto Iglesias           |
| 2021  | Ex-æquo : Les Olympiades Annette   | Ex-æquo : Rone Sparks      |
| 2022  | Eo                                 | Paweł Mykietyn             |
| 2023  | La Zone d'intérêt                  | Mica Levi (Micachu)        |
| 2024  | Emilia Pérez                       | Camille et Clément Ducol   |
| 2025  | Sirat                              | Kangding Ray               |

### Autres prix
En 2016, Bruno Dumont est lauréat du prix de la meilleure musique synchronisée pour son utilisation d’un morceau de Guillaume Lekeu (prélude du 2e acte de Barberine) dans Ma Loute.
En 2019, un prix d'honneur est décerné au pianiste et compositeur Jean-Michel Blais, auteur de la musique originale du long-métrage Matthias et Maxime de Xavier Dolan.